# Picot cuacurt de Java
El picot cuacurt de Java (Hemicircus concretus) és una espècie d'ocell de la família dels pícids (Picidae) que habita la selva humida de Java i altres petites iles properes.

Ha estat considerada coespecífica amb Hemicircus sordidus però recentment ha estat classificada com una espècie diferent.